# Yours
Yours – trzeci singel brytyjskiej piosenkarki Elli Henderson z jej debiutanckiego albumu studyjnego Chapter One, wydany 30 listopada 2014 roku w Wielkiej Brytanii. Twórcami tekstu są Ella Henderson oraz Josh Record, który jest również producentem utworu.

## Teledysk
Teledysk miał swoją premierę 5 grudnia 2014 roku na portalu YouTube. Jego reżyserem jest James Lees. Klip przedstawia wokalistkę, która wygląda za okno i gra na pianinie, znajdując się w pokoju. Cały teledysk jest utrzymany w czarno-białej kolorystyce.

## Pozycje na listach
| Lista                 | Najwyższa pozycja |
| --------------------- | ----------------- |
| Irlandia (IRMA)       | 41                |
| Szkocja (OCC)         | 8                 |
| Wielka Brytania (OCC) | 16                |